# Jakub Leszczkowski
Jakub Leszczkowski herbu Prawdzic (zm. przed 25 maja 1640 roku) – podsędek bełski w latach 1613–1622, starosta grabowiecki w 1622 roku.

## Życiorys
Poseł na sejm 1624 i sejm zwyczajny 1629 roku z województwa bełskiego. Jako poseł na sejm zwyczajny 1629 roku był delegatem na Trybunał Skarbowy Koronny.
Był elektorem Władysława IV Wazy z województwa bełskiego w 1632 roku.